# Color de la piel humana

Mapa de coloración de piel por poblaciones nativas antes de las conquistas y migraciones humanas. Está basado en la Escala cromática de Von Luschan.

El color de la piel humana corresponde principalmente al color marrón de la melanina y su tono varía según su concentración, desde el marrón oscuro a muy claro.
El color de la piel se debe principalmente a la cantidad y al tipo de melanina, el pigmento que da a la piel su color. La variación del color de la piel ocurre en su mayor parte debido a la genética.
En general, la gente con ancestros provenientes de regiones tropicales y mayores altitudes (factores que aumentan exposición a los rayos ultravioleta) poseen piel de colores más oscuros en contraste con las personas cuyos ancestros provienen de regiones subtropicales.
Sin embargo, hay varios grupos étnicos de piel clara que consiguieron sobrevivir en regiones tropicales mediante adaptación social, así como poblaciones de piel oscura en zonas subtropicales. 

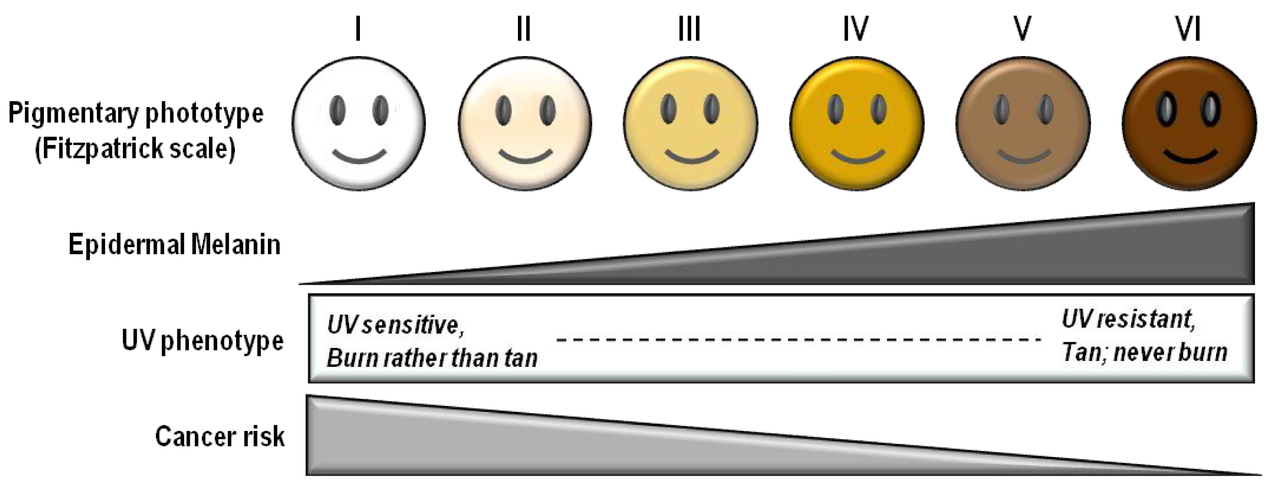
Variación del color de la piel según la escala de Fitzpatrick.

## Melanina y genes
La melanina la producen un tipo de células (melanocitos) en un proceso llamado melanogénesis. La melanina se produce dentro de pequeños paquetes (melanosomas) unidos a una membrana. A medida que se llenan de melanina, se mueven hacia los delgados brazos de los melanocitos, desde donde se transfieren a los queratinocitos. En condiciones normales, los melanosomas cubren la parte superior de los queratinocitos y los protegen del daño genético. Un melanocito suministra melanina a 36 queratinocitos de acuerdo con las señales de los queratinocitos. También regulan la producción de melanina y la replicación de los melanocitos. Las personas tienen diferentes colores de piel principalmente porque sus melanocitos producen diferentes cantidades y tipos de melanina.
La enzima tirosinasa es el principal regulador del color de la piel humana, siendo la responsable del color de la piel, de los ojos y de las sombras del cabello. Las diferencias en el color de la piel también se atribuyen a las diferencias en el tamaño y la distribución de los melanosomas en la piel. Los melanocitos producen dos tipos de melanina: la eumelanina y la feomelanina. 
La forma más común es la eumelanina, un polímero marrón-negro de ácidos dihidroxiindol carboxílicos y sus formas reducidas, que en general derivan de la tirosina. La eumelanina se encuentra en el cabello y la piel. En el ser humano, es más abundante en gente de piel oscura e intermedia. La feomelanina, que da a la piel un tono rosáceo-rojo, se encuentra en grandes cantidades en el cabello pelirrojo, los labios, los pezones y el glande de los genitales.
Tanto la cantidad como el tipo de melanina producida están controlados por varios genes que operan bajo un dominio incompleto. Una copia de cada uno de los diversos genes se hereda de cada padre. Cada gen puede tener varios alelos, lo que da como resultado una gran variedad de tonos de piel humana. La melanina controla la cantidad de radiación ultravioleta (UV) del sol que penetra en la piel por absorción. Si bien la radiación ultravioleta puede ayudar en la producción de vitamina D, la exposición excesiva a los rayos ultravioleta puede dañar la salud.

## Escala cromática de la piel
La piel humana tiene gran variabilidad, aunque se puede simplificar en los siguientes tipos de piel de acuerdo con su tono.
| Escala Fitzpatrick | Escala Von Luschan | Sensibilidad a la insolación | Capacidad de bronceado | Factor FPS propuesto | Denominación científica | Tonalidad                           |
| ------------------ | ------------------ | ---------------------------- | ---------------------- | -------------------- | ----------------------- | ----------------------------------- |
| I                  | 0-6                | siempre                      | nula                   | 50                   | piel muy clara          | blanca, pálida                      |
| II                 | 7-13               | generalmente                 | mínima                 | 30                   | piel clara              | carne, marfil, vainilla             |
| III                | 14-20              | usualmente                   | mediana                | 25                   | piel clara intermedia   | beige, crema, durazno               |
| IV                 | 21-27              | poco                         | alta                   | 15                   | piel olivácea           | olivácea, bronce, trigueña, cobriza |
| V                  | 28-34              | raramente                    | muy alta               | 10                   | piel oscura             | marrón, canela                      |
| VI                 | 35-36              | nunca                        | total                  | -                    | piel muy oscura         | negra, ébano                        |

## Genética de variación de color de la piel

Variación de la coloración según la escala de Von Luschan.

La comprensión de la variación de la piel humana bajo mecanismos genéticos subyacentes todavía es incompleto. Sin embargo, algunos estudios genéticos han descubierto un número de genes que afectan el color de la piel humana en determinadas poblaciones y han mostrado que acontece independientemente de otras características físicas, tales como los ojos y el color del cabello. Las diferentes poblaciones tienen diferentes frecuencias alélicas de los genes, siendo las combinaciones y las variaciones alélicas las responsables del color de la piel, como se ve actualmente en las poblaciones humanas. Ciertos estudios sugieren un modelo de tres vías para la evolución del color de la piel humana, con la piel oscura evolucionando en los primeros homínidos del África subsahariana y la clara de forma independiente en Eurasia después de que los humanos modernos se expandiesen fuera de África.
La historia genómica del color de piel del sudeste de Europa sugiere una interacción compleja de deriva genética, mezcla y selección natural. Si bien las primeras poblaciones europeas probablemente tenían piel oscura, la región experimentó cambios significativos en la pigmentación de la piel con el tiempo, en particular con el advenimiento de las prácticas agrícolas y la afluencia de nuevas poblaciones de la estepa euroasiática. Los cazadores-recolectores mesolíticos portaban menos alelos de pigmentación clara que las poblaciones de ascendencia de agricultores tempranos o esteparios, observando que un proceso paralelo de selección para la pigmentación clara de la piel ha actuado en las poblaciones de Asia oriental. En Eurasia occidental, la selección para la pigmentación de la piel parece haber estado dominada por un pequeño número de barridos selectivos en variantes de gran efecto. La pigmentación de la piel relativamente oscura en la Europa del Paleolítico Superior Temprano sería consistente con que esas poblaciones estuvieran relativamente mal adaptadas a las condiciones de alta latitud como resultado de haber migrado recientemente desde latitudes más bajas pero es altamente plausible que estas poblaciones, que vivieron en altas latitudes durante cientos de miles de años, se hubieran adaptado de forma independiente a niveles bajos de UV.
Existe una correlación directa entre la distribución geográfica de la radiación ultravioleta (UV) y la distribución de la pigmentación cutánea autóctona en todo el mundo. Las zonas con mayores cantidades de radiación UV, generalmente ubicadas más cerca del ecuador, tienden a tener poblaciones de piel más oscura. Por el contrario, las zonas más alejadas de los trópicos y más cercanas a los polos tienen menor intensidad de rayos UV, por lo que sus poblaciones son de piel más clara. También existen variaciones individuales dentro de los grupos étnicos, como es el caso de los indígenas africanos del Congo, quienes tienden a ser ligeramente más claros en promedio en comparación con otros grupos subsaharianos, debido a la sombra proporcionada por la densa selva. Por otro lado, los nativos americanos de Sonora presentan una pigmentación ligeramente más oscura que la de sus vecinos debido a la intensa radiación solar característica de su entorno. Algunos investigadores creen que, durante los últimos 50.000 años, las poblaciones humanas mutaron de piel oscura a clara (y viceversa) a medida que migraban a zonas con más o menos exposición UV, y que tales cambios importantes en la pigmentación pueden haber ocurrido en tan poco como 100 generaciones (≈2,500 años) a través de barridos selectivos.
Aproximadamente, el 10 % de la variación en el color de la piel ocurre dentro de las regiones y el 90 % entre regiones. Debido a que el color de la piel ha estado bajo una fuerte presión selectiva, los colores de piel similares pueden resultar de una adaptación convergente más que de una relación genética; las poblaciones con pigmentación similar pueden no ser genéticamente más similares que otros grupos muy separados. Además, en algunas partes del mundo donde las personas de diferentes regiones se han mezclado mucho, la conexión entre el color de la piel y la ascendencia se han debilitado sustancialmente. En Brasil, por ejemplo, el color de la piel no está estrechamente relacionado con el porcentaje de ancestros africanos recientes que tiene una persona, según se estima a partir de un análisis de variantes genéticas que difieren en frecuencia entre los grupos de continentes.
En general, los pueblos que viven cerca del ecuador tienen pigmentación muy oscura, mientras que los que viven cerca de los polos tienen una pigmentación muy clara. El resto de la humanidad muestra un alto grado de variación del color de la piel entre estos dos extremos, generalmente según su exposición a los rayos UV. La principal excepción a esta regla se encuentra en el Nuevo Mundo, donde las personas solo han vivido entre 10 000 y 15 000 años, por lo que muestran un grado menos pronunciado de pigmentación de la piel. En los últimos tiempos, los humanos se han vuelto cada vez más móviles como consecuencia de la tecnología mejorada, la domesticación, el cambio ambiental, la gran curiosidad y la toma de riesgos. Las migraciones de los últimos 4000 años, y especialmente durante los últimos 400, han sido las más rápidas en la historia humana y han llevado a muchas personas a establecerse en lugares alejados de sus tierras ancestrales. Esto significa que los colores de la piel hoy en día no están tan limitados a la ubicación geográfica como lo estaban antes.
Las diferencias entre poblaciones evolucionaron a través de la selección natural o sexual, debido a las normas sociales y a las diferencias ambientales, así como a las regulaciones de los efectos bioquímicos de la radiación ultravioleta en la piel. El color real de la piel de diferentes humanos se ve afectado por muchas sustancias, aunque la más importante es la melanina. La melanina se produce dentro de la piel en células llamadas melanocitos y es el principal determinante del color de la piel de los humanos de piel oscura. El tono de piel clara está determinado principalmente por el tejido conectivo blanco azulado debajo de la dermis y por la hemoglobina que circula en las venas de la dermis. El color rojo que subyace en la piel se hace más visible, especialmente en el rostro, cuando, como consecuencia del ejercicio físico o de la excitación sexual, o de la estimulación del sistema nervioso (ira, vergüenza), las arteriolas se dilatan. El color no es completamente uniforme en la piel de un individuo; por ejemplo, la piel de la palma de la mano y la planta del pie es más clara que la mayoría de las demás partes, y esto se nota especialmente en las personas de piel oscura.

### Piel clara

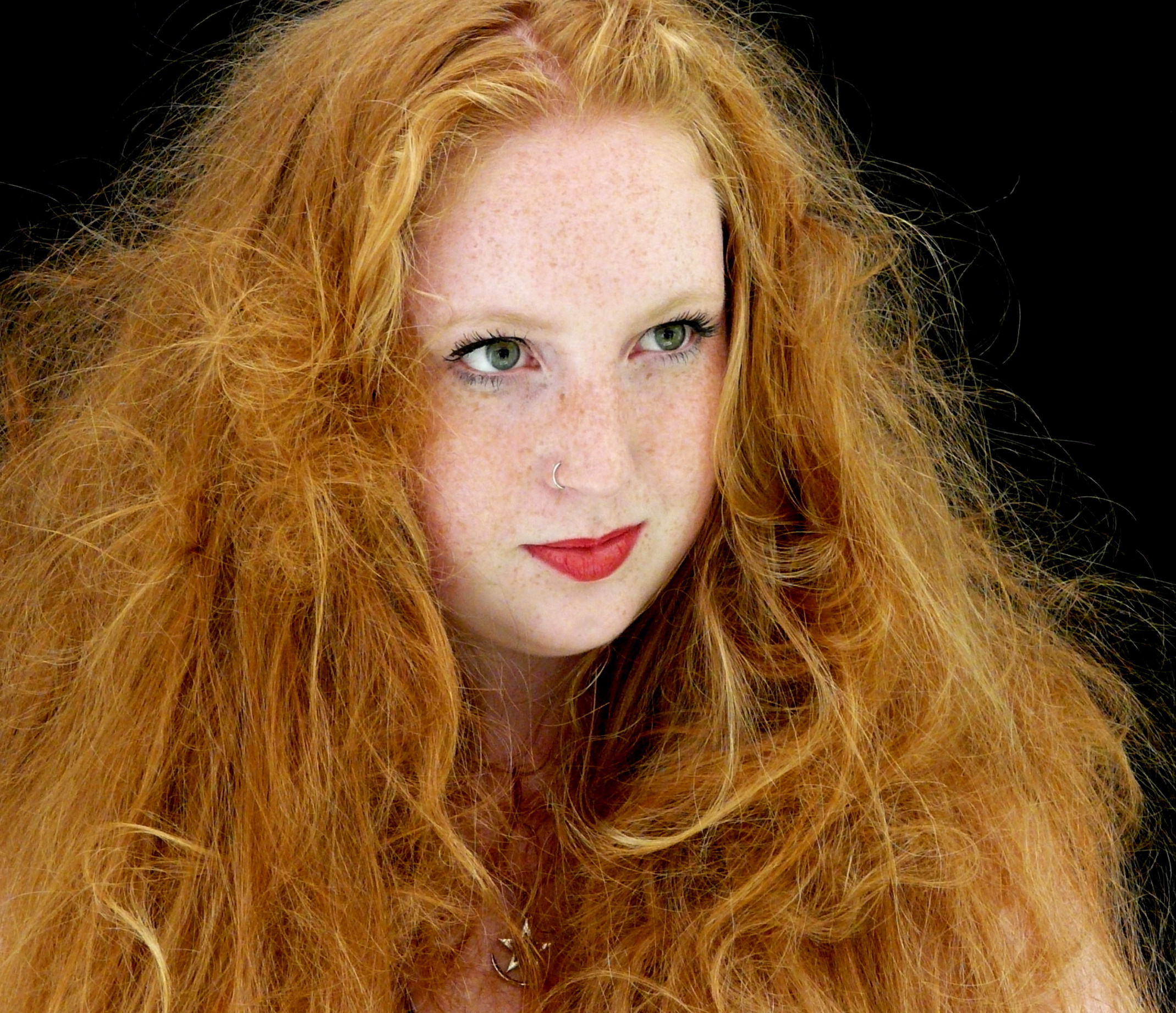
Tono 1 en joven pelirroja de los Países Bajos.

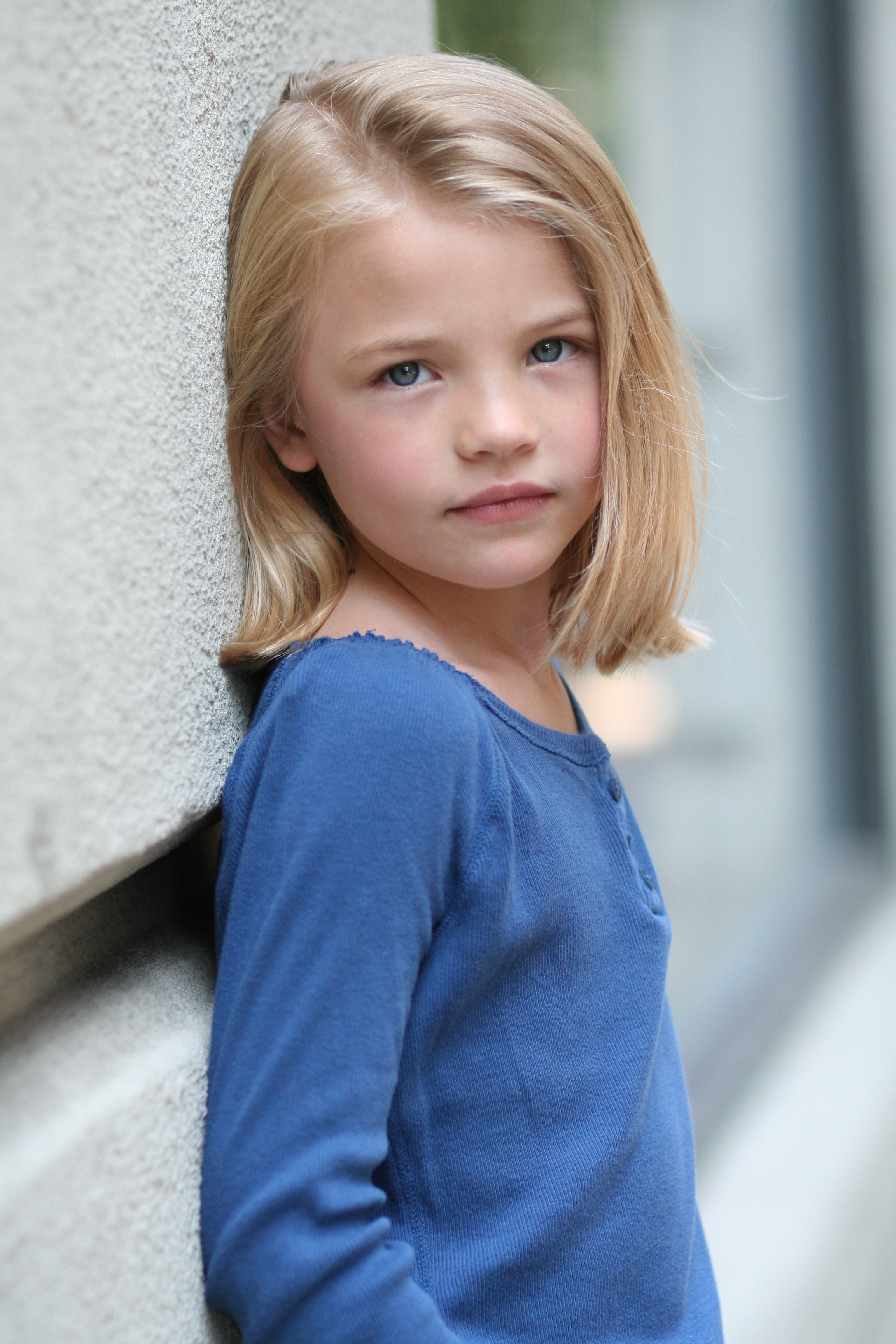
Tono 2 en niña rubia estadounidense.

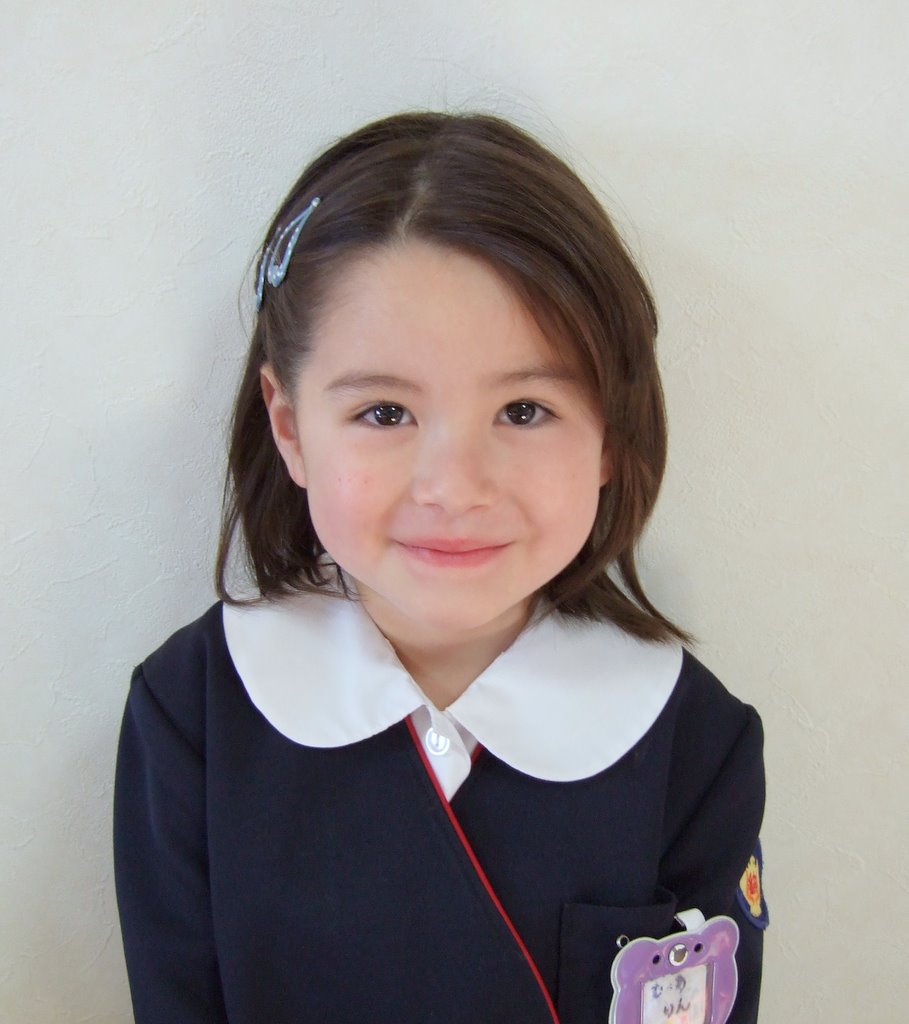
Tono 2 en niña japonesa.

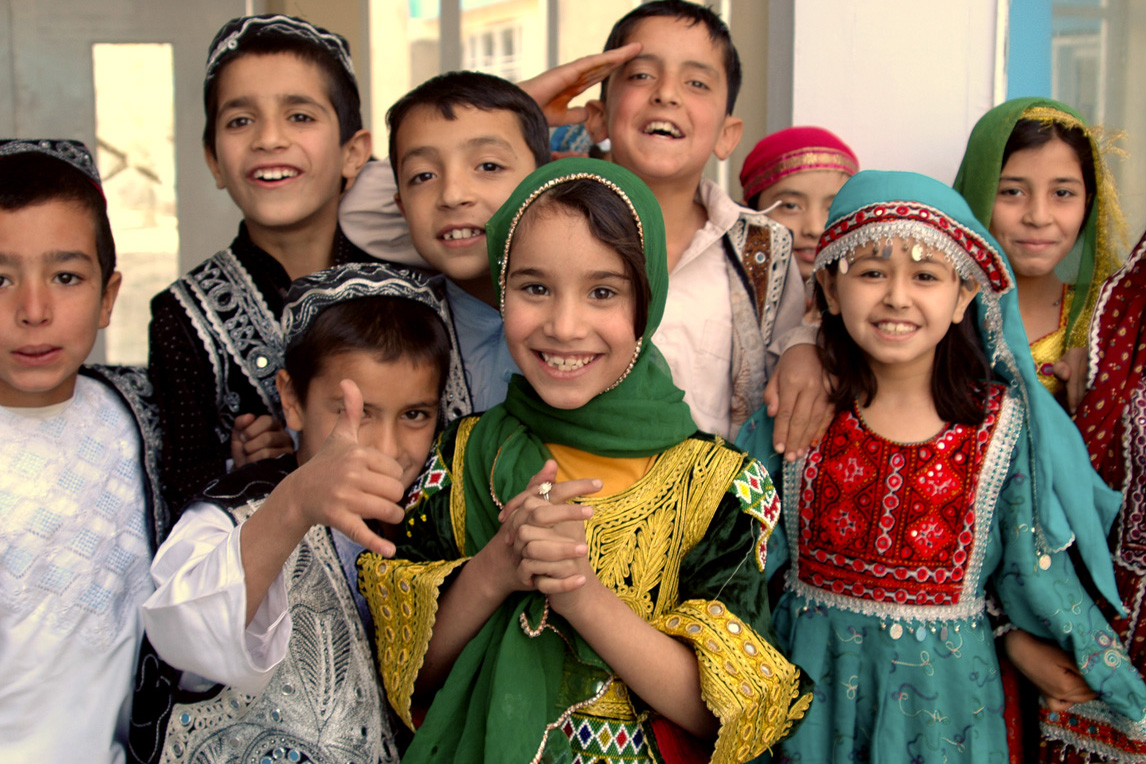
Tono 3 en niños de Afganistán.

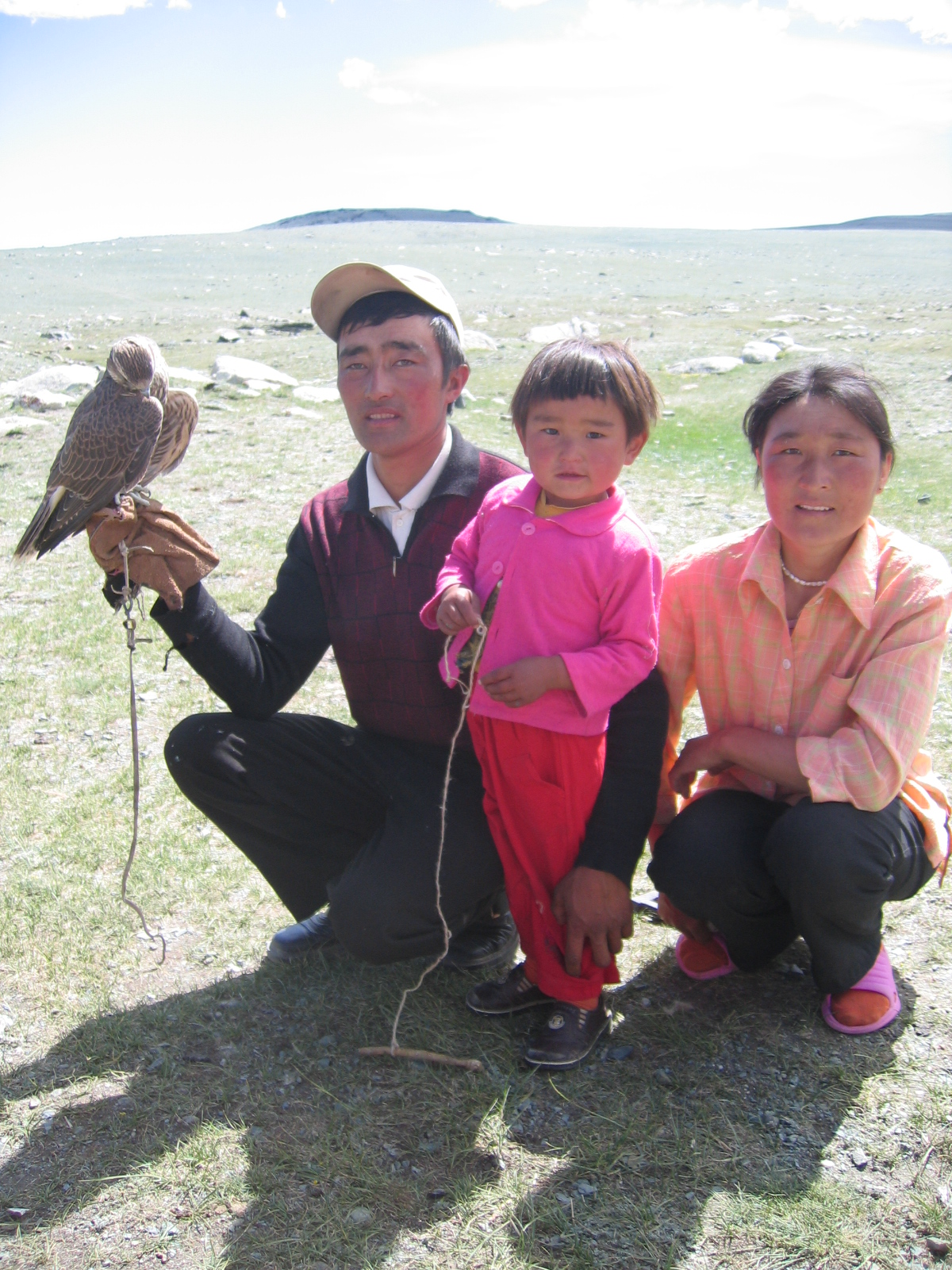
Tono 3 en familia de Mongolia.

La piel clara es un tono de piel con poca pigmentación de eumelanina y que se ha adaptado a entornos con baja radiación ultravioleta. En la escala de Fitzpatrick, comprende los tonos I, II y III. La piel clara está asociada a las regiones subtropicales y con baja radiación ultravioleta. Son de piel clara los pueblos de raza caucasoide o mongoloide originarios principalmente de regiones subtropicales: Europa, Siberia, Asia Oriental, Asia Central, el Cáucaso, Alaska, Canadá y Groenlandia. También suele presentarse en los pueblos caucasoides o mongoloides de regiones tropicales: América, Asia Occidental, África del Norte, Asia del Sur, Sudeste Asiático, Nueva Zelanda, Polinesia y Micronesia. Debido a la migración, las personas de piel clara se pueden encontrar en todo el mundo, especialmente por la colonización y emigración europea que impactó a regiones como Estados Unidos, Canadá, Australia, Nueva Zelanda y, moderadamente, América Latina.
Los grupos humanos con piel clara tienen bajas cantidades de eumelanina y menos melanosomas, rasgo que los diferencia de los grupos con piel oscura u olivácea. La piel clara permite absorber mejor la radiación ultravioleta, lo que ayuda a sintetizar mayores cantidades de vitamina D para procesos corporales como el desarrollo de calcio. Las personas de piel clara de los tonos II y III tienen una pigmentación que hace que su color de piel presente tonalidades de color rosáceo, beige o bronceado y cambie al tomar el sol. No obstante, un tono de piel se considera claro si en el registro del espectrofotómetro manifiesta un índice alto o reflectante y revela un bajo nivel de melanina o pigmento capilar. Todas las poblaciones de piel clara, ya sean caucasoides o mongoloides, se encuentran en estos parámetros. En el contenido en melanina, las pieles más claras (la europea y la oriental) presentan aproximadamente la mitad de melanina en la epidermis que las pieles indias. Se afirma que la piel asiática oriental presenta características intermedias entre la europea y las oscuras.
Se supone ampliamente que la pigmentación de la piel clara se desarrolló debido a la importancia de mantener la producción de vitamina D3 en la piel durante el invierno con bajos niveles de radiación UV. Se han propuesto otras dos hipótesis para explicar el desarrollo de la piel clara: la resistencia a las lesiones por frío y la deriva genética; ahora se considera poco probable que ambas sean el mecanismo principal detrás de la evolución de la piel clara. Para la mayor parte, la evolución de la piel clara ha seguido caminos genéticos diferentes caucasoides y mongoloides. 
Los dos genes más relevantes para el color de piel más claro en Eurasia se originaron en Asia Occidental y el Cáucaso hace unos 22.000 a 28.000 años, y comenzaron a expandirse hace unos 8.500 años, donde sus portadores se asociaron con la Revolución Neolítica. Con la difusión de la tecnología agrícola neolítica, tales genes se generalizaron en Eurasia hace unos 5.000 años. Dos subsecuentes estudios de asociación del genoma no encontraron correlación significativa entre esos genes y el color de la piel, sugiriendo que los resultados anteriores pudieron haber sido resultado de métodos incorrectos y tamaños de paneles pequeños, o que los genes tienen un efecto muy pequeño para ser detectados por estudios mayores.
Dos genes, KITLG y ASIP, tienen mutaciones asociadas con la piel más clara que tienen altas frecuencias en ambas poblaciones caucasoides y mongoloides. Se cree que se originaron después de que los humanos se esparcieron fuera de África, en torno a 30 000 años atrás. El gen KITLG está involucrado en la supervivencia, proliferación y migración permanentes de los melanocitos. Una mutación de este gen se ha asociado positivamente con las variaciones del color de piel en europeos, asiáticos, americanos y se estima que representa el 15-20% de melanina. Este alelo muestra signos de una fuerte selección positiva fuera de África y se presenta en más del 80% de las muestras europeas, asiáticas y americanas. 
El gen ASIP actúa como un agonista inverso y se une al gen alfa-MSH y por lo tanto inhibe la producción de eumelanina. Los estudios han encontrado que dos alelos en las proximidades de ASIP están asociados con la variación del color de la piel humana. El alelo rs2424984 ha sido identificado como un indicador de la reflectancia de la piel en un análisis forense de fenotipos humanos en poblaciones caucásicas y mongoloides y es aproximadamente tres veces más común en poblaciones no africanas.
La gente de piel clara que vive en regiones con poca luz solar experimenta una mayor síntesis de vitamina D en comparación con aquella de piel oscura, ya que pueden absorber más luz solar. Casi todas las partes del cuerpo humano, incluido el esqueleto, el sistema inmunitario y el cerebro, necesitan vitamina D. La producción de vitamina D en la piel comienza cuando la radiación UV penetra en la piel e interactúa con una molécula similar al colesterol que produce previtamina D3. Cuanto más lejos está un lugar del ecuador, menos UVB recibe, por lo que disminuye el potencial para producir vitamina D. 
Algunas regiones alejadas del ecuador no reciben ninguna radiación UVB en absoluto entre el otoño y la primavera. La deficiencia de vitamina D no mata rápidamente; sino que, más bien, debilita al sistema inmunológico, a los huesos y compromete la capacidad del cuerpo para combatir la división celular descontrolada, lo que resulta en cáncer. Una forma de vitamina D es un potente inhibidor del crecimiento celular; por lo tanto, las deficiencias crónicas de vitamina D parecen relacionarse con un mayor riesgo de ciertos tipos de cáncer. La vitamina D promueve la producción de catelicidina, que ayuda a defender el cuerpo humano contra infecciones fúngicas, bacterianas y virales, incluida la gripe. Cuando se expone a los rayos UVB, toda el área expuesta de la piel del cuerpo de una persona de piel relativamente clara puede producir entre 10 y 20 000 UI de vitamina D.
Las personas de piel clara que viven cerca del ecuador con mucha luz solar corren mayor riesgo de agotamiento del folato. Como consecuencia del agotamiento del folato, corren un mayor riesgo de daño en el ADN, defectos de nacimiento y numerosos tipos de cáncer, especialmente el cáncer de piel. Los humanos con piel más oscura que viven más lejos de los trópicos tienen niveles bajos de vitamina D, lo que también puede provocar complicaciones de salud. Las personas con piel muy clara (tono I) producen muy poca melanina en sus melanocitos y tienen muy poca o ninguna capacidad para producir melanina en el estímulo de la radiación UV. Esto puede provocar quemaduras solares frecuentes y un daño más peligroso, pero invisible, al tejido conectivo y al ADN que se encuentra debajo de la piel. Esto puede contribuir al envejecimiento prematuro y cáncer de piel. La apariencia fuertemente roja de la piel ligeramente pigmentada como respuesta a los altos niveles de radiación UV es causada por el aumento del diámetro, el número y el flujo sanguíneo de los capilares. Las personas con piel clara de los tonos II y III pueden producir melanina en su piel en respuesta a la radiación UV. El bronceado normal generalmente se retrasa, ya que la melanina tarda un tiempo en ascender en la epidermis. El bronceado intenso no se acerca al efecto fotoprotector contra el daño del ADN inducido por la radiación UV en comparación con la piel oscura natural, sin embargo, ofrece una gran protección contra las variaciones estacionales de la radiación UV. El bronceado desarrollado gradualmente en primavera previene las quemaduras solares en verano.

### Piel olivácea

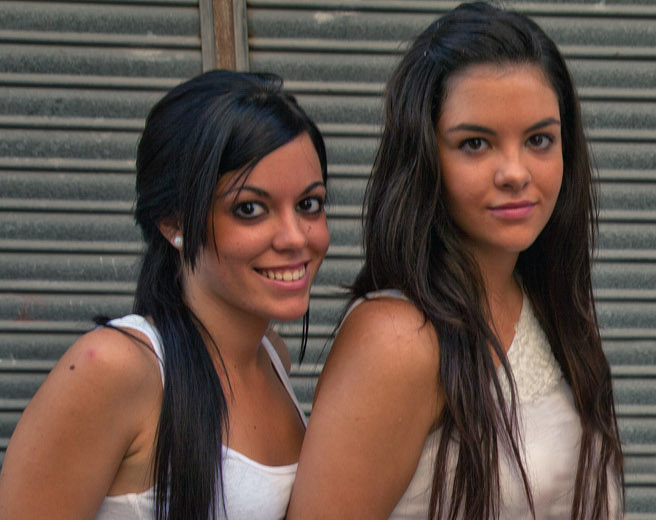
Tono 4 en mujeres del mediterráneo español.

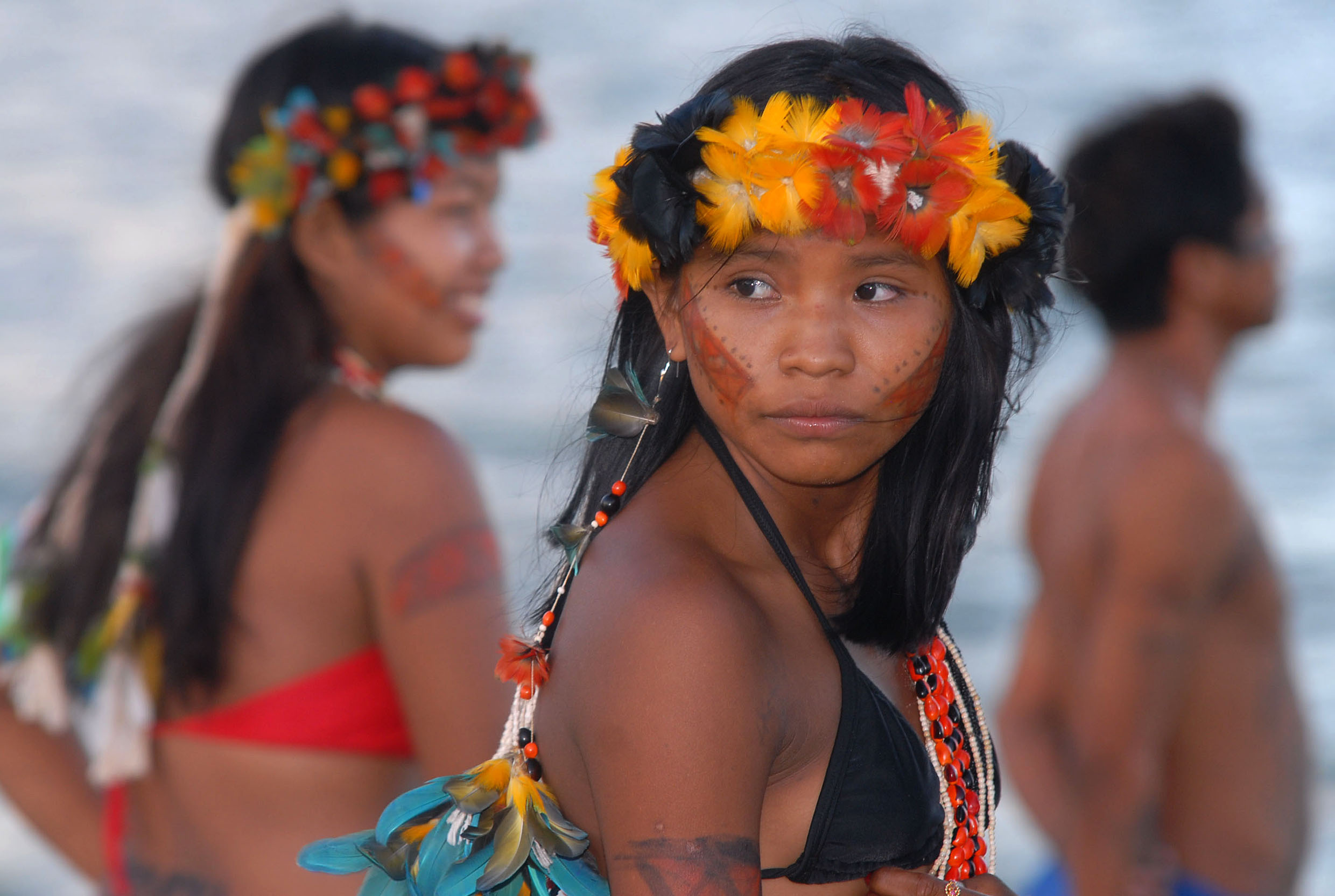
Tono 4 en la tribu tapirapé de Brasil.

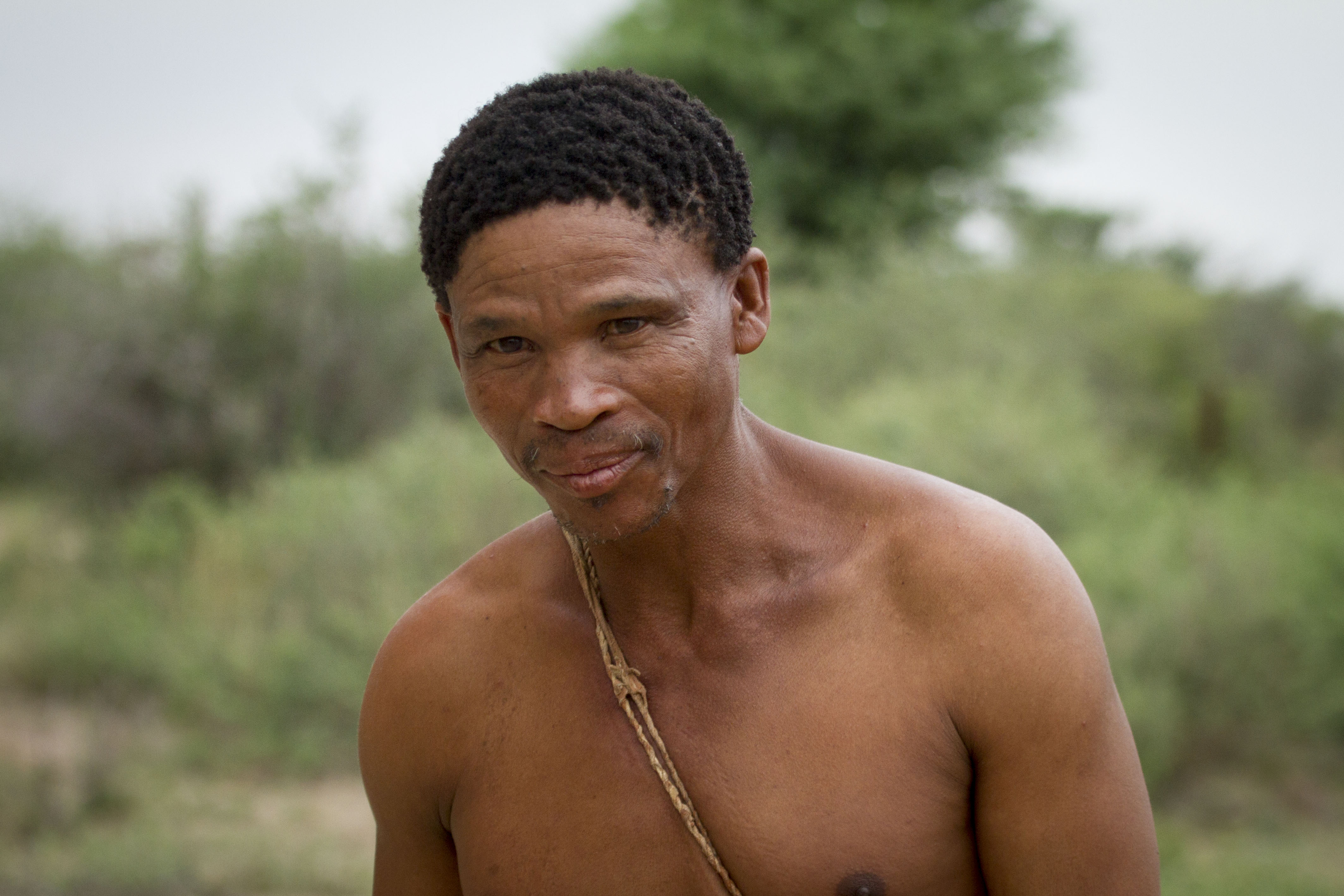
Tono 4 en joven de la tribu san de Botsuana.

La piel olivácea o morena tiene una cantidad intermedia de melanina, especialmente eumelanina, siendo un tono intermedio entre la piel oscura y clara. Cuenta con una gran proporción de melanina (especialmente eumelanina) y más melanosomas, que brindan protección suficiente contra los efectos nocivos de la radiación ultravioleta, ayudando al cuerpo a retener las reservas de folato y protegiendo de daño al ADN. Comprende principalmente el tono IV de la escala de Fitzpatrick. A menudo, se considera un espectro de colores de la piel humana que abarca también a los tonos III y V de la escala de Fitzpatrick. 
Tal tipo de piel es típico de las regiones tropicales y con alta radiación ultravioleta. Son de piel olivácea las tribus joisanes del sur del África subsahariana y los pueblos caucasoides o mongoloides de regiones tropicales como América, Nueva Zelanda, Polinesia, Micronesia, Sudeste Asiático, Asia Occidental, África del Norte y Asia del Sur. Con cierta frecuencia, dicho color de piel se presenta en regiones caucasoides o mongoloides donde predomina la piel clara: Asia Central, Asia Oriental, Alaska, Canadá, Groenlandia, Siberia, el Cáucaso y Europa. Debido a la migración, las personas de piel olivácea se encuentran en todo el mundo, especialmente en Madagascar, debido al primer asentamiento indonesio.
Las personas con piel olivácea a veces pueden volverse de piel más clara si su exposición al sol es limitada, por el contrario, se puede volver más oscura si se expone regularmente al sol. La piel olivácea se broncea más fácilmente que la clara y, en general, aún conserva notables matices cobrizos o trigueños. Este tipo de piel rara vez se quema y se broncea con bastante facilidad.
La piel olivácea en mongoloides y caucasoides evolucionó de tribus de piel clara que se asentaron a vivir en regiones tropicales hace unos 15.000 a 1500 años a. C., que desarrollaron grandes cantidades en pigmentación de eumelanina y más melanosomas para protegerse contra la radiación ultravioleta, retener sus reservas de folato y protegerse contra el daño al ADN, de la misma manera que la piel oscura evolucionó en los primeros humanos. El gen ASIP actúa como un agonista inverso y se une al gen alfa-MSH y por lo tanto inhibe la producción de eumelanina. Los estudios han encontrado que dos alelos en las proximidades de ASIP están asociados con la variación del color de la piel humana. El alelo rs2424984 ha sido identificado como un indicador de la reflectancia de la piel en un análisis forense de fenotipos humanos en poblaciones caucásicas y mongoloides y es aproximadamente tres veces más común en poblaciones no africanas. Por otra parte, en los joisanes se debe a una retención ancestral y dado que sus genes son los más divergentes del resto es posible que este tono haya sido el primero en evolucionar en los humanos, antes de desarrollarse la piel oscura.

### Piel oscura

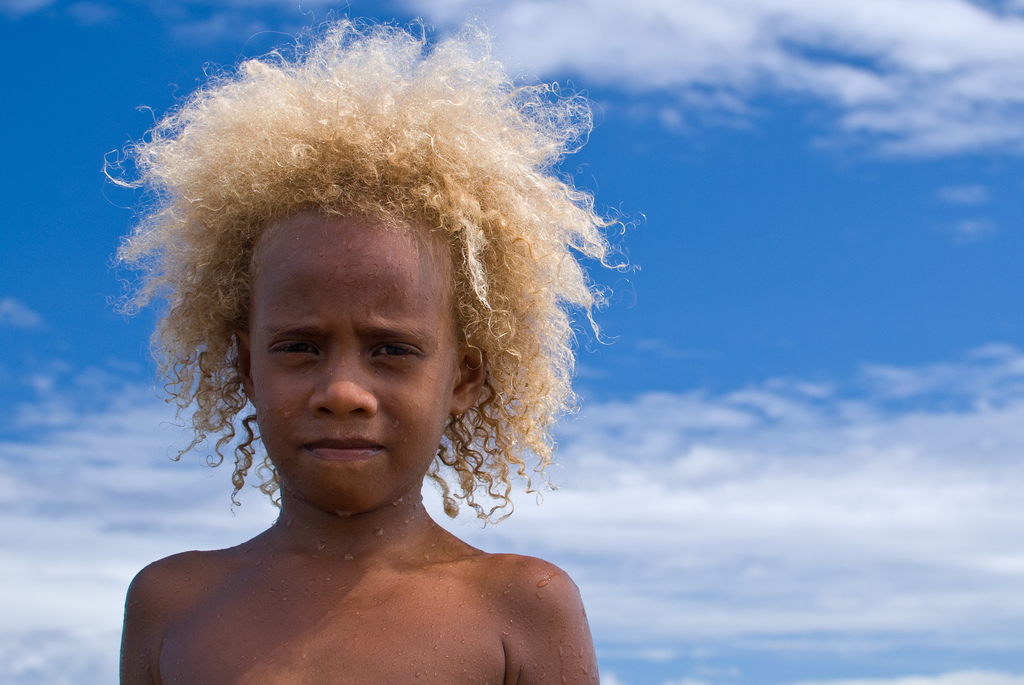
Tono 5 en niña de Vanuatu.

Tono 5 en niños de la República Democrática del Congo.

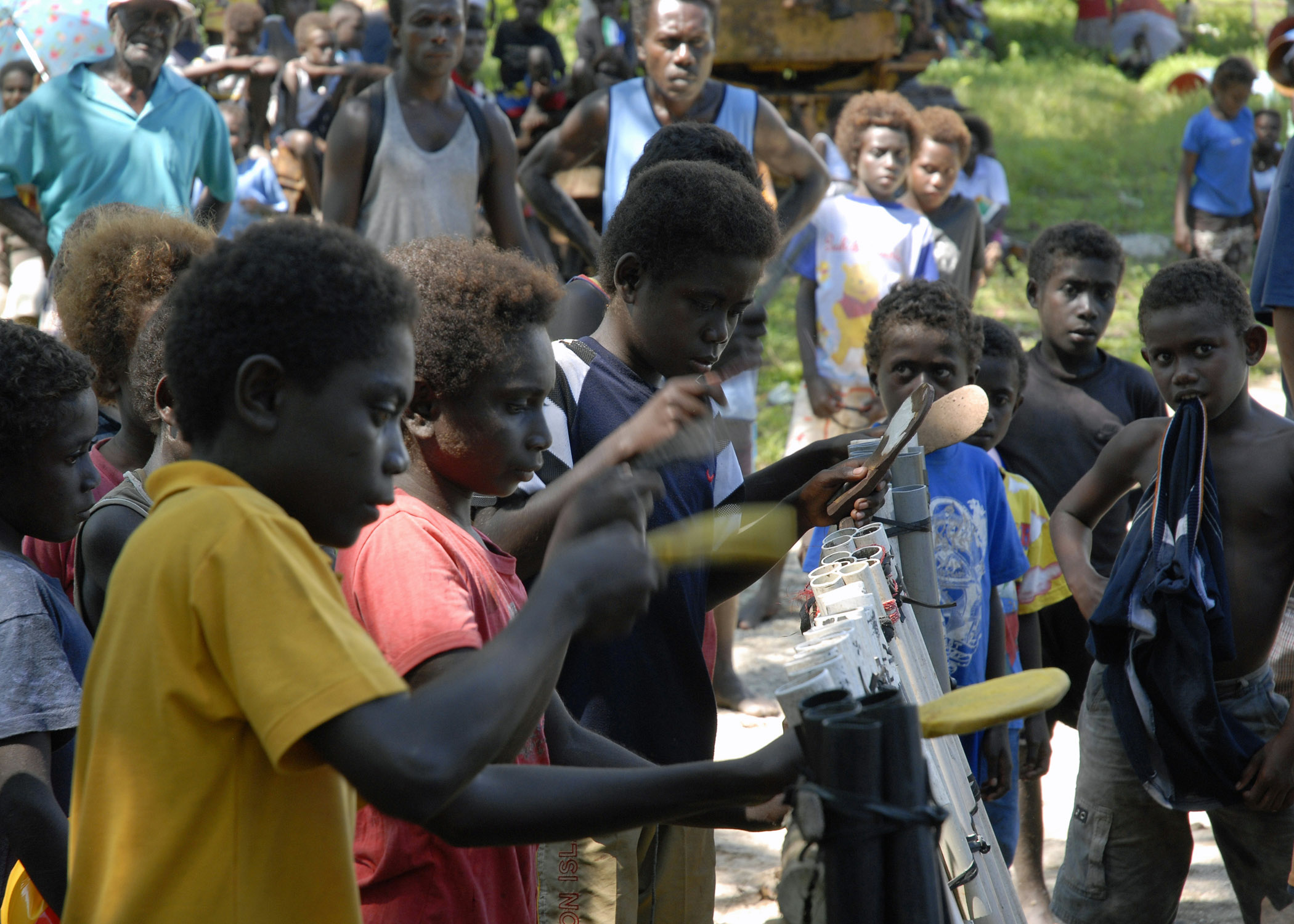
Tono 6 en niños de Islas Salomón.

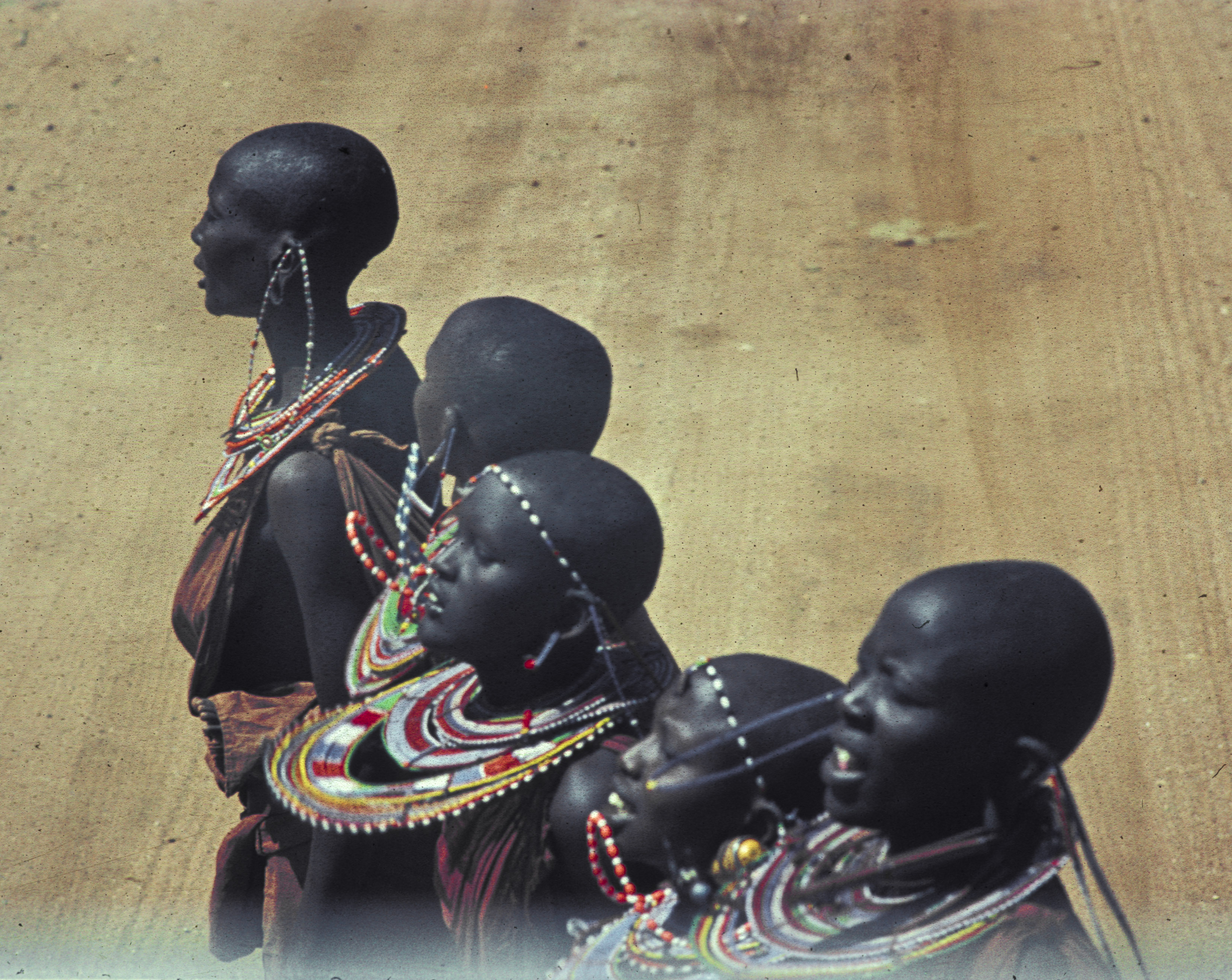
Tono 6 en la tribu masái de Tanzania.

El tono de piel oscura es rico en pigmentos de melanina, especialmente eumelanina. Los seres humanos de piel oscura tienen una piel naturalmente rica en melanina (especialmente eumelanina) y muchos melanosomas que protegen de los efectos nocivos de la radiación ultravioleta. Esto ayuda al cuerpo a retener sus reservas de folato y protege contra el daño al ADN. En la escala de Fitzpatrick comprende los tonos V y VI. 
La piel oscura se encuentra en regiones tropicales y con alta radiación ultravioleta. Son de piel oscura los pueblos de raza negroide originarios del África subsahariana y raza australoide originarios de (Australia, Melanesia, ciertas partes de Asia del Sur y el Sudeste Asiático). Debido a la migración, las personas de piel oscura se pueden encontrar en todo el mundo, en especial por el tráfico de esclavos y la emigración africana que impactaron en algunas regiones como (las islas del Caribe, Guyana, Surinam y Guayana Francesa).
En general, se acepta que la piel oscura evolucionó como protección contra el efecto de la radiación ultravioleta; la eumelanina protege tanto del agotamiento del folato como del daño directo al ADN. Esto explica la pigmentación oscura de la piel del Homo sapiens durante su desarrollo en África; las principales migraciones fuera de África para colonizar el resto del mundo también eran de piel oscura. Todos los seres humanos modernos comparten un ancestro en común que vivió hace cerca de 200 000 años en África. Las comparaciones entre genes de pigmentación de la piel en chimpancés y africanos modernos muestran que la piel oscura evolucionó junto con la pérdida de pelos en el cuerpo cerca de 1,2 millones de años atrás y es el estado ancestral de todos los seres humanos. El principal factor que contribuyó a la evolución de la pigmentación de la piel oscura fue la descomposición del folato en reacción a la radiación ultravioleta; la relación entre la degradación del folato inducida por la radiación ultravioleta y la reducción de la aptitud debido a un fallo de la embriogénesis y la espermatogénesis normales condujeron a la selección de la pigmentación de la piel oscura. Cuando evolucionó el Homo sapiens moderno, todos los humanos eran de piel oscura.
Las investigaciones sobre las poblaciones australoides nativas de Melanesia, Australia, Asia del Sur y del sudeste asiático indican que su pigmentación oscura se debe a la preservación de este estado ancestral y no a nuevas variaciones sobre una población previamente iluminada.
El receptor de melanocortina 1 (MC1R) es primariamente responsable por determinar si la feomelanina y eumelanina es producida en el cuerpo humano. La investigación muestra por lo menos 10 diferencias en MC1R entre muestras de chimpancés y africanos y, que el gen probablemente sufrió una fuerte selección positiva (la limpieza selectiva) en los primeros homínidos hace cerca de 1,2 millones de años. Es decir, consistente con la selección positiva para el alto fenotipo visto en África y en otros ambientes con alta exposición a los rayos ultravioletas.
La piel oscura ofrece una gran protección contra los rayos UV debido a su contenido de eumelanina, la capacidad de absorción de rayos UV de los melanosomas grandes y porque la eumelanina puede movilizarse más rápido y llevarse a la superficie de la piel desde las profundidades de la epidermis. Los orgánulos que contienen pigmento, llamados melanosomas, son más grandes y más numerosos en las personas de piel oscura. Los melanosomas no están en estado agregado en la piel de pigmentación oscura en comparación con la piel de pigmentación clara. Debido a los melanosomas fuertemente melanizados en la piel de pigmentación oscura, puede absorber más energía de los rayos UV y, por lo tanto, ofrece una mejor protección contra las quemaduras solares y por absorción y dispersión de los rayos UV. Las personas de pigmentación oscura tienden a exhibir menos signos de envejecimiento en la piel que las de pigmentación clara porque su piel oscura las protege de la mayoría del fotoenvejecimiento. La pigmentación oscura protege del daño del ADN y absorbe las cantidades correctas de radiación UV que necesita el cuerpo, además de proteger contra el agotamiento del folato. Una diferencia del cuádruple en la piel oscura natural es que proporciona una protección de siete a ocho veces contra el daño al ADN. El folato es un complejo de vitamina B soluble en agua que se encuentra naturalmente en vegetales de hoja verde, granos integrales y frutas cítricas. El folato es esencial para la producción de esperma, óvulos saludables, la formación de la placenta, el crecimiento fetal, el desarrollo de órganos y el desarrollo del tubo neural. También juega un papel importante en la producción de ADN y la expresión génica. Es esencial para mantener los niveles adecuados de aminoácidos que componen las proteínas. El folato se utiliza en la formación de mielina, la vaina que cubre las células nerviosas. Juega un papel importante en el desarrollo de muchos neurotransmisores, por ejemplo, la serotonina, que regula el apetito, el sueño y el estado de ánimo.
En personas con piel oscura, el bronceado ocurre con la movilización dramática de melanina hacia arriba en la epidermis y continúa con el aumento de la producción de melanina. Esto explica el hecho de que las personas de piel oscura se vuelven visiblemente más oscuras después de una o dos semanas de exposición al sol, y luego pierden el color después de meses de permanecer fuera del sol.
Las personas de piel oscura que viven en latitudes altas con luz solar suave tienen un mayor riesgo, especialmente en el invierno, de deficiencia de vitamina D. Como consecuencia de la deficiencia de vitamina D, tienen un mayor riesgo de desarrollar raquitismo, numerosos tipos de cáncer y posiblemente enfermedades cardiovasculares y baja actividad del sistema inmunológico. Los humanos con piel oscura en climas de baja radiación UV, pueden llevar alrededor de dos horas en producir la misma cantidad de vitamina D que producen los humanos con piel clara en 15 minutos.
En un estudio se evidenció que los alelos que aumentan la expresión de BACE2 y GOLGA8M están asociados con una pigmentación de piel más oscuro.

## Edad y variaciones
En los homínidos, las partes del cuerpo que no están cubiertas de pelo, como la cara y el dorso de las manos, comienzan a palidecer en los bebés y se oscurecen a medida que la piel se expone más al sol. Todos los bebés humanos nacen pálidos, sin importar cuál será su color adulto. En los humanos, la producción de melanina no alcanza su punto máximo hasta después de la pubertad. La piel de los niños se oscurece a medida que pasan por la pubertad y experimentan los efectos de las hormonas sexuales. La interacción de los factores genéticos, hormonales y ambientales en la coloración de la piel con la edad aún no se comprende adecuadamente, pero se sabe que los hombres tienen su color de piel de referencia más oscuro alrededor de los 30 años, sin considerar los efectos del bronceado. Alrededor de la misma edad, las mujeres experimentan oscurecimiento de algunas áreas de su piel considerándose efectos de bronceado. Alrededor de la misma edad, las mujeres experimentan oscurecimiento de algunas áreas de su piel. El color de la piel humana se desvanece con la edad. Los seres humanos mayores de treinta años experimentan una disminución en las células productoras de melanina de aproximadamente un 10 % a un 20 % por década a medida que las células madre de los melanocitos mueren gradualmente. La piel de la cara y las manos tiene aproximadamente el doble de células pigmentarias que las áreas no expuestas del cuerpo, ya que la exposición crónica al sol continúa estimulando los melanocitos. La apariencia manchada del color de la piel en la cara y las manos de las personas mayores se debe a la distribución desigual de las células pigmentarias ya los cambios en la interacción entre los melanocitos y los queratinocitos.
Se ha observado que, en ciertas poblaciones, las mujeres tienen la piel más clara que los hombres, lo que puede ser una forma de dimorfismo sexual debido al requerimiento de altas cantidades de calcio en las mujeres durante el embarazo y la lactancia. Los recién nacidos que amamantan, cuyos esqueletos están creciendo, requieren una gran cantidad de calcio de la leche materna (alrededor de 4 veces más que durante el desarrollo prenatal), parte del cual proviene de reservas del esqueleto de la madre. Se necesitan recursos adecuados de vitamina D para absorber el calcio de la dieta, y se ha demostrado que las deficiencias de vitamina D y calcio aumentan la probabilidad de varios defectos de nacimiento, como la espina bífida y el raquitismo. 
La selección natural puede haber dado lugar a mujeres con piel más clara que los hombres en algunas poblaciones indígenas porque las mujeres deben obtener suficiente vitamina D y calcio para apoyar el desarrollo del feto y los lactantes y para mantener su propia salud. Sin embargo, en algunas poblaciones, caucasoides o mongoloides los hombres tienen una tez más clara, y esto se ha atribuido como una causa del aumento del riesgo de melanoma en los hombres. Los sexos también difieren en cómo cambian el color de su piel con la edad. Hombres y mujeres no nacen con diferente color de piel, comienzan a divergir durante la pubertad con la influencia de las hormonas sexuales. Las mujeres también pueden cambiar la pigmentación en ciertas partes de su cuerpo, durante el ciclo menstrual y el embarazo y entre el 50 y el 70% de las embarazadas desarrollarán la "máscara del embarazo" (melasma o cloasma) en las mejillas, parte superior labios y frente. Esto es causado por aumentos en las hormonas femeninas estrógeno y progesterona y puede desarrollarse en mujeres que toman píldoras anticonceptivas o participan en terapia de reemplazo hormonal.

## Alteración en la pigmentación

### Exposición al sol

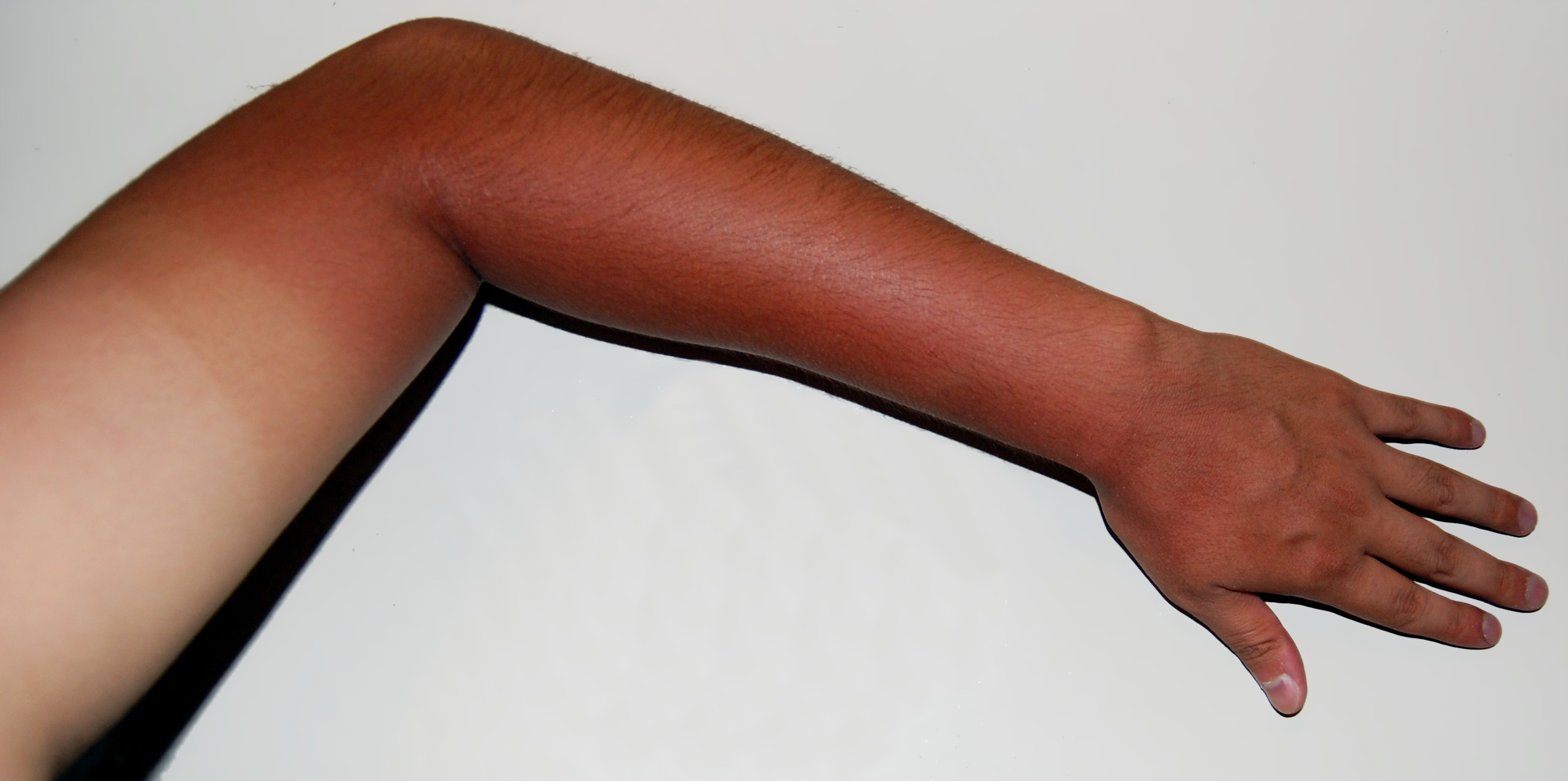
Bronceado.

La melanina de la piel protege al cuerpo de la radiación solar. En general, cuanta más melanina hay en la piel, más radiación solar puede soportar. La luz solar en exceso causa daño directo e indirecto al ADN de la piel, y el cuerpo combate este efecto y busca reparar el daño y proteger la piel creando y liberando más melanina en las células de la piel (los melanocitos se fabrican y se transfieren a los queratinocitos). Con la producción de melanina, el color de la piel se oscurece. Por lo tanto, las personas con el color de la piel más blanca, tienden a ser más vulnerable ante los rayos del sol.
Sin embargo, el bronceado también puede conseguirse con fuentes artificiales de radiación ultravioleta. Dos mecanismos están involucrados. Primero, la radiación ultravioleta crea un estrés oxidativo, que a su vez oxida la melanina existente, lo que produce una rápida fusión de la melanina. En segundo lugar, hay un aumento en la producción de melanina (melanogénesis). La melanogénesis causará bronceado algún tiempo después, que comienza a hacerse visible aproximadamente 72 horas después de la exposición. El tono oscuro creado por un aumento en la melanogénesis dura mucho más tiempo que el causado por la oxidación de la melanina existente.
El color natural de la piel de una persona tiene un efecto sobre su reacción a la exposición al sol.
La piel oscura con grandes concentraciones de melanina protege contra la exposición a la luz ultravioleta, los climas cálidos y el cáncer de piel. En las mismas condiciones de exposición solar, las personas de piel clara tienen aproximadamente diez veces más riesgo de sufrir cáncer de piel que las de piel oscura. Además se cree que la radiación ultravioleta del sol interactúa con el ácido fólico de una manera que puede ser perjudicial para la salud.
Aunque la piel oscura ofrece una mejor protección contra la luz ultravioleta y climas cálidos, puede producir niveles bajos de vitamina D y las personas de piel oscura que viven en latitudes altas pueden tener niveles inadecuados de vitamina D. Una explicación más específica es porque en las regiones frías hay baja radiación solar que las personas de piel oscura necesitan para poder producir dicha vitamina; sin embargo, la piel clara favorece la absorción de la vitamina D y una mejor protección contra los climas fríos.

### Albinismo

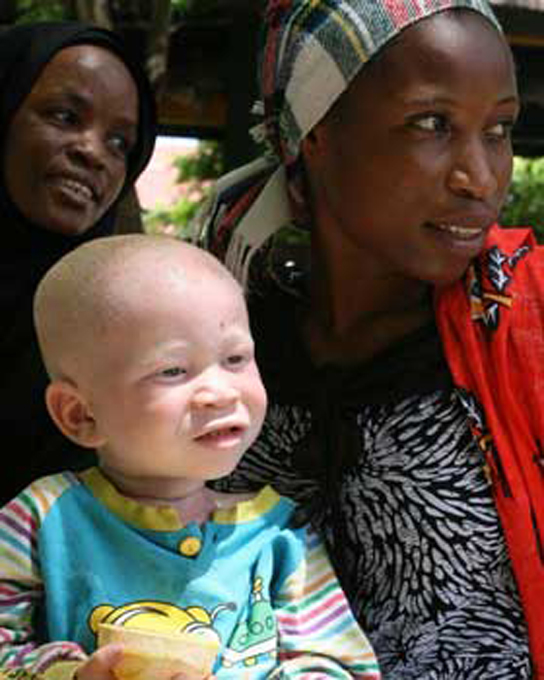
Niño albino de una etnia africana.

El albinismo es un rasgo heredado recesivamente en el que ambos padres pigmentados pueden ser portadores del gen y transmitirlo a sus hijos. Es un grave problema en regiones con intensa radiación solar, lo que conduce a una extrema sensibilidad al sol, cáncer de piel y daño ocular. Mientras algunos tipos de albinismo afectan solo a la piel y al cabello; otros, a la piel, al cabello y a los ojos; y, en casos poco frecuentes, solo a los ojos. Todos ellos se deben diferentes mutaciones genéticas.  
Cada niño tiene un 25% de probabilidad de ser albino y un 75% de probabilidad de tener una piel normalmente pigmentada. Un tipo común de albinismo es el albinismo oculocutáneo u OCA, que tiene muchos subtipos causados por diferentes mutaciones genéticas. 
El albinismo es más común en algunas partes del mundo que en otras, pero se estima que 1 de cada 70 seres humanos es portador del gen de la OCA. El tipo más severo de albinismo es el OCA1A, que se caracteriza por una pérdida completa de por vida de la producción de melanina; otras formas de OCA1B, OCA2, OCA3, OCA4 muestran alguna forma de acumulación de melanina y son menos graves. Los cuatro tipos conocidos de OCA son causados por mutaciones en los genes TYR, OCA2, TYRP1 y SLC45A2.
Los albinos a menudo enfrentan desafíos sociales y culturales (incluso amenazas), ya que la condición es a menudo objeto de burla, racismo, miedo y violencia. Muchas culturas de todo el mundo han desarrollado creencias con respecto a las personas con albinismo. En Tanzania, los albinos sufren persecución por parte de los brujos, que utilizan sus partes del cuerpo como ingredientes en rituales y pociones, ya que se cree que poseen poderes mágicos.

### Vitiligo

Ejemplo de vitiligo en las manos.

El vitiligo es una condición que causa despigmentación de partes de la piel. Ocurre cuando los melanocitos mueren o no pueden funcionar. Se desconoce su causa, pero se cree que lo provocan causas autoinmunes, genéticas, al estrés oxidativo, neurales o virales. La incidencia en todo el mundo es inferior al 1%. Las personas con vitiligo a veces sufren malestar psicológico debido a su apariencia.

### Hiperpigmentación

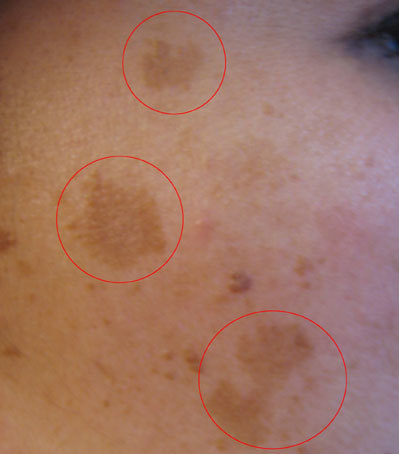
El melasma un ejemplo de hiperpigmentación.

El aumento de la producción de melanina, también conocida como hiperpigmentación, puede deberse a diferentes fenómenos:
- El melasma describe un oscurecimiento de la piel.
- El cloasma describe las decoloraciones de la piel causadas por hormonas, que suelen ser el resultado del embarazo, las píldoras anticonceptivas o la terapia de reemplazo de estrógenos.

El lentigo solar, también conocido como "manchas del hígado" o "pecas seniles", se refiere a las manchas oscuras en la piel causadas por el envejecimiento y el sol. Estas manchas son bastante comunes en adultos con un largo historial de exposición al sol sin protección. Además de la exposición al sol y las hormonas, la hiperpigmentación puede ser causada por daños en la piel, como restos de imperfecciones, heridas o erupciones. Esto es especialmente cierto para aquellos con tonos de piel más oscuros.
La causa más común de áreas oscuras de la piel, manchas marrones o áreas de decoloración es la exposición al sol sin protección. Una vez referidos incorrectamente como manchas hepáticas, estos problemas de pigmentación no están conectados con el hígado.
En tonos de piel más claros a medios, los lentigos solares emergen como parches marrones de pecas de tamaño pequeño a mediano que pueden crecer y acumularse con el tiempo en las áreas del cuerpo que reciben la exposición al sol más desprotegida, como el dorso de las manos y los antebrazos, pecho y cara. Para aquellos con colores de piel más oscuros, estas decoloraciones pueden aparecer como parches o áreas de piel gris cenicienta.

## Estatus social, colorismo y racismo
Según el erudito clásico Frank Snowden, el color de la piel no determinaba el estatus social en el antiguo Egipto, Grecia o Roma. Estas civilizaciones antiguas consideraban que las relaciones entre la potencia principal y el estado subordinado eran más importantes en el estado de una persona que el color de su piel.
Sin embargo, algunos grupos sociales favorecen una coloración específica de la piel. El tono de piel preferido cambia según la cultura y ha variado con el tiempo. Varios pueblos africanos, como los masái, asociaban la piel clara a las maldiciones o a la presencia de espíritus malignos asociados con la brujería, por lo que abandonaban a aquellos nacidos con afecciones como el albinismo y mostraban preferencia sexual por la piel más oscura.
Históricamente, muchas culturas han favorecido la piel clara. Antes de la Revolución Industrial, los habitantes del continente europeo preferían la piel clara por considerarla un signo de alto estatus social. Las clases más pobres trabajaban al aire libre y tenían la piel bronceada por la exposición al sol, mientras que las clases altas se quedaba adentro y mantenía la piel clara. Por lo tanto, desde muy antiguo, la piel clara se asoció con la riqueza y una alta posición. Las mujeres más acomodadas se aplicaban cosméticos a base de plomo en la piel para blanquear su tono de piel. Sin embargo, cuando no se controlan estrictamente, tales cosméticos pueden causar envenenamiento debido a su contenido en plomo. Otros métodos peligrosos también destinados a lograr una apariencia muy clara, incluido el uso de arsénico para blanquear la piel se sustituyeron después por los inocuos polvos de arroz y talco. Las mujeres llevaban ropa larga y usaban guantes y sombrillas para protegerse del sol cuando estaban al aire libre.
La colonización y la esclavitud llevada a cabo por los europeos y asiáticos orientales se relacionó con el colorismo y el racismo. Se creía que las personas de piel oscura eran menos inteligentes, incivilizadas, inferiores y deberían estar subordinadas a los superiores invasores de piel clara, que los dominaran y civilizaran. Esta creencia también existe hasta cierto punto en los tiempos modernos. La preferencia por la piel clara se mantuvo prominente hasta la Belle Epoque, pero los estereotipos raciales sobre el valor y la belleza de la gente de piel clara persistieron en el siglo XX y continúan en la actualidad.
En Brasil, una persona de piel oscura tiene más probabilidades de sufrir discriminación. Una persona de piel clara es más privilegiada y tiene un estatus social más alto; una persona de piel clara se considera más bella y una piel más clara sugiere que la persona tiene más riqueza. El color de la piel es una obsesión tal en algunos países hispanoamericanos que hay palabras específicas para distintos tonos de piel: "jincha" (jerga puertorriqueña para "vaso de leche"), "morena" (literalmente "marrón").
En Pakistán y la India, la sociedad considera que la piel clara es más atractiva y asocia la piel oscura a las clases bajas; esto ha dado como resultado un gran mercado de cremas para blanquear la piel. Los tonos de piel más claros también se correlacionan con un estatus de casta más alto en el orden social hindú, aunque el sistema no se basa en el tono de piel. Los actores y actrices del cine indio tienden a tener tonos de piel claros, y los directores de fotografía indios han utilizado gráficos e iluminación intensa para lograr tonos de piel más "deseables". Los tonos de piel claros se anuncian como una ventaja en el marketing indio.
Los productos para blanquear la piel han seguido siendo populares a lo largo del tiempo, debido a estas creencias y percepciones históricas sobre la piel clara. Las ventas de productos para blanquear la piel en todo el mundo crecieron de $ 40 mil millones a $ 43 mil millones en 2008. En los países de Asia oriental y Sudeste Asiático, las personas tradicionalmente también ven la piel clara como más atractiva y la preferencia por una piel más clara sigue prevaleciendo. En la antigua China y Japón, por ejemplo, la piel clara se remonta a dibujos antiguos que representan dioses o diosas con tonos de piel claros. En China, Japón y el Sudeste Asiático, al igual que en Occidente y por similares motivos, la piel clara se considera desde muy antiguo un signo de riqueza y belleza. Por lo tanto, los productos cosméticos para blanquear la piel son populares en estas regiones y la mayoría muestra una obsesión con la piel clara. Cuatro de cada diez encuestados en Hong Kong, Malasia, Filipinas y Corea del Sur utilizaron cremas para blanquear su piel, y más de 60 empresas compiten a nivel mundial por el mercado asiático estimado en 18.000 millones de dólares. Los cambios en las reglamentaciones de la industria cosmética llevaron a las empresas del cuidado de la piel a introducir aclaradores cutáneos inocuos. En Japón, las geishas tienen fama por sus caras pintadas de blanco, y el atractivo del bihaku (美白), o "blanco hermoso", ideal lleva a muchas japonesas a evitar cualquier forma de bronceado. Hay excepciones a esto, con tendencias de la moda japonesa como el ganguro enfatizando la piel bronceada.
La preferencia por la piel clara o más clara continúa en otras regiones, incluida América Latina. El blanqueamiento de la piel tampoco es infrecuente en el África subsahariana desde finales del siglo XX, y varios proyectos de investigación han sugerido que entre la comunidad afroamericana hay una preferencia general por la piel más clara. En contraste, un estudio sobre hombres de la tribu Bikosso de Camerún no encontró preferencia por el atractivo basado en un color de piel más claro, cuestionando la universalidad de estudios anteriores que se habían centrado exclusivamente en las preferencias de color de piel entre las poblaciones no africanas.
Las excepciones significativas a la preferencia por una piel más clara comenzaron a aparecer en la cultura occidental a mediados del siglo XX. Sin embargo, un estudio de 2010 encontró preferencia por una piel más clara en Nueva Zelanda y California. Aunque la piel bronceada se asociaba antaño al trabajo manual expuesto al sol de la clase baja, los prejuicios se invirtieron drásticamente durante el siglo XX, cambio que generalmente se atribuye a la pionera francesa Coco Chanel (1883-1971), que presentó por primera vez una piel bronceada como moderna, saludable y lujosa en la década de 1920. 
A partir de 2017, aunque la preferencia general por la piel más clara sigue prevaleciendo en Estados Unidos, gran parte del país considera que la piel bronceada es más atractiva y saludable que la clara u oscura. Los medios de comunicación occidentales y la cultura popular continuaban los estereotipos negativos sobre la piel oscura, pero en algunos círculos la piel clara se ha asociado con el trabajo de oficina en interiores, mientras que la piel bronceada se ha asociado a un mayor tiempo libre, deportividad y buena salud indicativo de cierta riqueza y un estatus social más alto. También surgieron estudios que indicaban que cierto grado de bronceado está directamente relacionado con lo atractivo entre los jóvenes.